# Boîte de décades

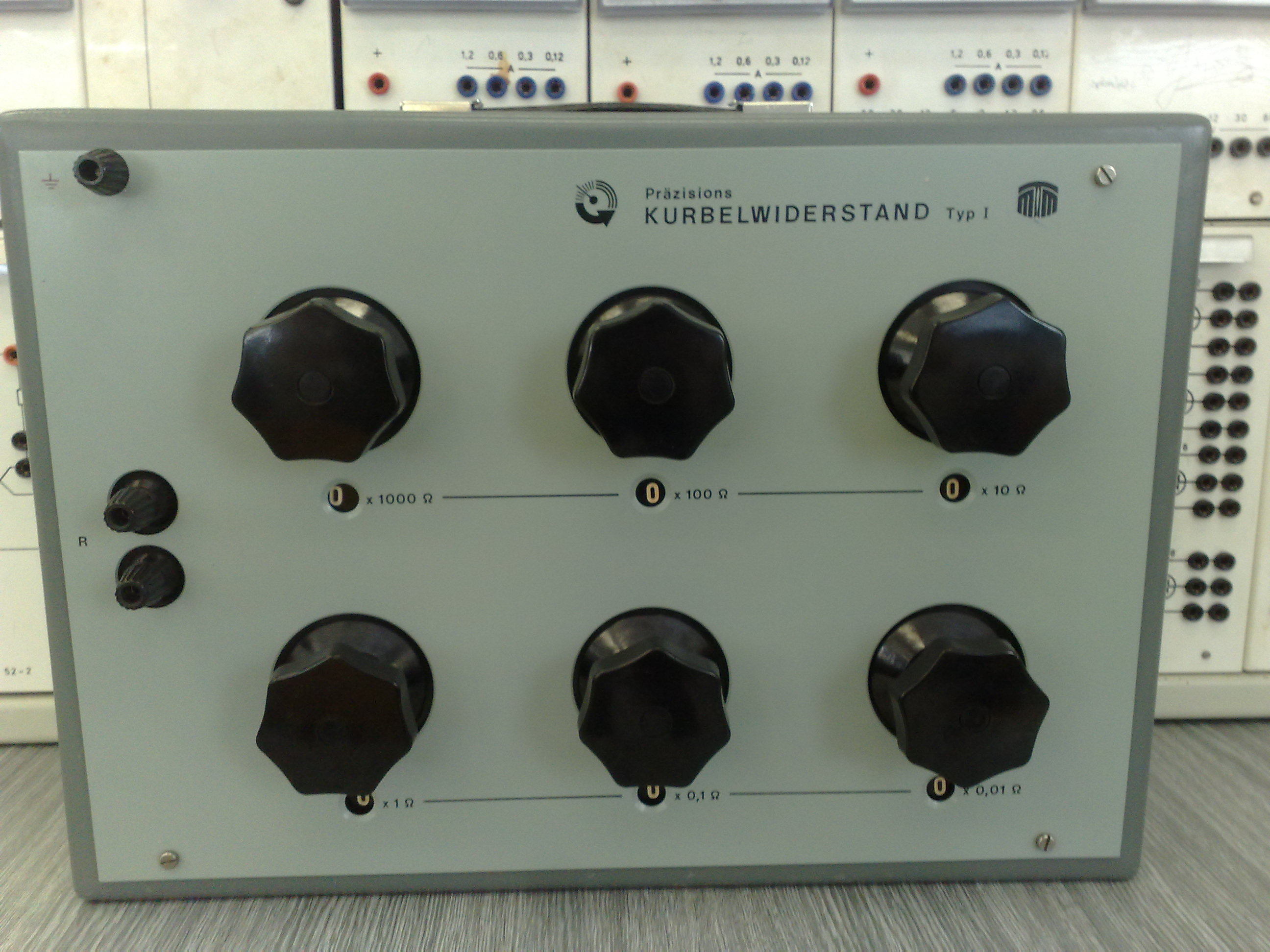
boîte de décade Fabriquée en Allemagne de l'Est

Une boîte de décade ou une boîte de résistance à décades (en anglais : decade box) est une résistance dotée d'un sélecteur qui permet de modifier la valeur (en ohms) de la résistance sur une échelle de dix. Il s'agit d'une pièce préfabriquée qui peut être adaptée sur différents circuits électriques.